# Nikolaos Plastiras

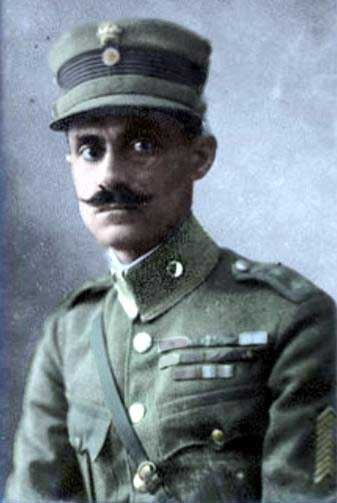
Nikolaos Plastiras

Nikolaos Plastiras (griechisch Νικόλαος Πλαστήρας, * 4. November 1883 in Karditsa; † 26. Juli 1953 in Athen) war ein griechischer General, Politiker und Ministerpräsident.

## Militärische Laufbahn

### Balkankriege und Erster Weltkrieg
Plastiras begann nach dem Schulbesuch 1904 als Freiwilliger eine militärische Laufbahn im 5. Infanterieregiment. Von 1904 bis 1908 nahm er an den Kämpfen gegen Bulgarien und das Osmanische Reich im besetzten Makedonien teil. 1910 war er Absolvent der Unteroffizierschule und nahm anschließend als Unterleutnant 1912 bis 1913 an den Balkankriegen teil. Dort zeichnete er sich durch Tapferkeit aus, die ihm auch den Beinamen „Der schwarze Reiter“ einbrachte.
Während des Ersten Weltkrieges unterstützte er als Major die Erreichung einer Megali Idea des damaligen Ministerpräsidenten Eleftherios Venizelos. Diese Idee sah die Bildung eines Groß-Griechenlands vor, die durch den Gewinn des Ersten Weltkrieges durch die Staaten der Entente über die Mittelmächte (Deutsches Reich, Österreich-Ungarn, Osmanisches Reich, Bulgarien) in greifbare Nähe rückte. Während der Kämpfe an der Salonikifront stieg er nach der Schlacht von Skra-di-Legen am 16. Mai 1918 zum Oberstleutnant auf.

### Griechisch-Türkischer Krieg und Revolution von 1922
Nach dem Ersten Weltkrieg war er 1919 als Oberst Kommandeur des 42. Evzonenregimentes in der Ukraine, um dort letztlich erfolglos gegen die Rote Armee zu kämpfen. Im darauf folgenden Griechisch-Türkischen Krieg von 1919 bis 1923 erlitten die griechischen Truppen letztendlich eine schmerzlich Niederlage, die auf griechischer Seite als Kleinasiatische Katastrophe, auf türkischer Seite als Sieg im Türkischen Befreiungskrieg bezeichnet wird. Gleichwohl war Oberst Plastiras und das 42. Evzonenregiment einer der erfolgreichen Truppenteile, der unter anderem Tausende anatolischer Griechen rettete, was ihm auf griechischer Seite große Popularität, auf türkischer Seite den Beinamen „Der schwarze Pfeffer“ (Kara Biber) und seinem Regiment den Beinamen „Die Armee des Satans“ (Seytan Askeri) einbrachte.
Nach der letztendlichen Niederlage gegen die Türkei kehrten die restlichen griechischen Truppen nach Athen zurück, wo Oberst Plastiras mit einigen anderen Offizieren am 11. September 1922 eine Revolution anführte. Durch die Unterstützung der Armee und der Marine, die weitgehend dem früheren Ministerpräsidenten Venizelos nahestand sowie der großen Unterstützung in der Bevölkerung übernahm Plastiras rasch die Kontrolle über das Land, zwang König Konstantin I. am 27. September 1922 zur Abdankung und setzte König Georg II. als König ein. In der Folgezeit reorganisierte Plastiras die griechischen Truppen an der Grenze zur Türkei in Westthrakien. Am 28. November 1922 kam es zu der umstrittenen Hinrichtung der früheren Ministerpräsidenten Dimitrios Gounaris und Petros Protopapadakis sowie von vier hohen Generälen wegen Hochverrats aufgrund der Niederlage im Griechisch-Türkischen Krieg.
Bald darauf kehrte Venizelos aus dem Exil zurück und leitete die griechische Delegation zur Unterzeichnung des Vertrages von Lausanne am 24. Juli 1923. In der Folgezeit sah sich Plastiras zu umfangreichen politischen Änderungen wegen der notwendigen Versorgung von 1,3 Millionen Flüchtlingen, einer enormen Wirtschaftskrise, der nunmehrigen internationalen Isolation und inneren Spaltung gezwungen. Nachdem er einen royalistischen Putsch verhindert hatte, zwang er König Georg II. zum Verlassen des Landes und setzte stattdessen am 19. Dezember 1923 Pavlos Koundouriotis als Regenten ein, der kurze Zeit später Präsident der Republik wurde.
Nach den Wahlen zur Nationalversammlung (Voulí ton Ellínon) vom Dezember 1923 schied er am 2. Januar 1924 aus dem aktiven Militärdienst aus und zog sich ins Privatleben zurück. Die Nationalversammlung verlieh ihm den Titel „Ehrwürdiger des Vaterlandes“ und beförderte ihn zum Generalleutnant der Reserve.

### Zeit der Griechischen Republik und Zweiter Weltkrieg
Die von ihm mitbegründete Griechische Republik erwies sich in der Folgezeit als politisch instabil und war geprägt von Regierungskrisen, Putschversuchen und Konflikten zwischen den Republikanern unter Venizelos und den Königstreuen. Darüber hinaus plagten ständige wirtschaftliche Probleme das Land. Während der Diktatur von General Theodoros Pangalos wurde er verfolgt.
Erst im März 1933 leitete er wieder einen Putschversuch, nachdem die Royalisten die Wahlen zur Nationalversammlung gewonnen hatten und Alexandros Othoneos Ministerpräsident geworden war. Als aber sogar Venizelos gegen diesen Putschversuch protestierte, floh Plastiras außer Landes. Nach der missglückten Revolution von Anhängern von Venizelos 1935 wurde er in Abwesenheit zum Tode verurteilt.
Gleichwohl wurde er wegen seiner Verdienste als Kriegsheld und als treuer Republikaner geehrt. Nach dem Einmarsch von Truppen der deutschen Wehrmacht in Griechenland Mitte 1941 organisierte er von seinem Exil in Frankreich den Widerstand der National-Republikanischen Liga (EDES), deren nomineller Vorsitzender er war.

## Politische Laufbahn

### Ministerpräsident Januar bis April 1945
Nach seiner Rückkehr nach Griechenland wurde er am 3. Januar 1945 erstmals Ministerpräsident. Während seiner bis zum 9. April 1945 dauernden dreimonatigen Regierung versuchte er sich als Vermittler zwischen den Royalisten, die die Rückkehr von König Georg II. forderten, und der linksdemokratischen Guerilla der Nationalen Befreiungsfront (EAM) sowie der Volksbefreiungsarmee (ELAS). Letztlich gelang es ihm durch das Abkommen von Varkiza von 12. Februar 1945 einen Waffenstillstand zwischen der Regierung und der EAM/ELAS zu erreichen. Dennoch führten seine moderate Politik und die republikanischen Sympathien zum Misstrauen auf Seiten der britischen Kontrollmacht und seinem baldigen Amtsverlust. Im Anschluss nahmen die Spannungen mit der EAM/ELAS wieder zu und gipfelten letztlich im Bürgerkrieg von Juni 1946 bis Oktober 1949.

### Ministerpräsident April bis August 1950
Nach dem Bürgerkrieg gründete Plastiras 1949 die Nationale Progressive Zentrumsunion (Εθνική Προοδευτική Ένωση Κέντρου EPEK), der sich insbesondere enttäuschte Mitglieder der Liberalen Partei und linksgerichtete Demokraten anschlossen. Sein Programm der nationalen Aussöhnung stieß bei der rechtsgerichteten Gesellschaft auf Ablehnung. Am 15. April 1950 bildete er eine Koalitionsregierung mit der Liberalen Partei des Sohnes von Eleftherios Venizelos, Sophoklis Venizelos, sowie der Demokratisch-Sozialistischen Partei (DSKE) von Georgios Papandreou. Nachdem seine Koalitionspartner ihm aber die weitere Unterstützung versagten, musste er am 21. August 1950 zurücktreten und wurde von Venizelos abgelöst.

### Ministerpräsident 1951 bis 1952
Aus den Wahlen zur Nationalversammlung vom August 1951 ging seine EPEK als stärkste Partei der Mitte hervor. Am 1. September 1951 bildete er zusammen mit der Liberalen Partei unter Venizelos sein drittes Kabinett zur Lösung der großen Probleme des Landes. In der Folgezeit wurden der wirtschaftliche Aufschwung, der Wiederaufbau und große Projekte wie der Plastiras-Stausee oder der Wiederaufbau der durch den Krieg zerstörten Eisenbahnlinien vorangetrieben. Sein nationales Versöhnungsprogramm wurde jedoch nach wie vor vom rechten politischen Lager bekämpft, vom linken Lager mit Misstrauen betrachtet und sogar von Mitgliedern seines Kabinetts untergraben. Ein bezeichnender Moment seines Scheiterns war die Verurteilung und Hinrichtung des Kommunisten und Widerstandskämpfers Nikos Belogiannis am 30. März 1952. Im Oktober 1952 verlor er schließlich die Wahlen und trat am 11. Oktober 1952 als Ministerpräsident zurück.
Er zog sich darauf aus der Politik zurück und verstarb neun Monate später verarmt in Athen. Sein Tod löste allerdings tiefe Trauer im griechischen Volk aus.

## Biographische Quellen und Hintergrundinformationen
- Ministerliste des Kabinetts 1951–1952
- Ministerlisten der Regierungen 1946–1951 (Memento vom 17. Juli 2012 im Internet Archive)
- Nikolaos Plastiras im Munzinger-Archiv (Artikelanfang frei abrufbar)